# Dwangverpleging
Dwangverpleging is de term die gebruikt wordt om de middelen en maatregelen aan te duiden die door een verplegende instantie worden getroffen jegens een patiënt, waarbij deze beperkt wordt in zijn grondrechten tegen diens uitdrukkelijke wil en/of de wil van zijn wettelijk vertegenwoordigers. Beperking van de bewegingsvrijheid (zoals door fixatie) en het toedienen van geneesmiddelen onder dwang zijn voorbeelden van dergelijke maatregelen.
In Nederland is dwangverpleging mogelijk op basis van drie wetten, namelijk:
- De Wet verplichte geestelijke gezondheidszorg (Wvggz),
- De Wet zorg en dwang, en
- De Beginselenwet Terbeschikkingstelling.

De wetten hebben tot doel om te komen tot een verantwoorde toepassing van Middelen en Maatregelen en zodoende de patiënt te beschermen tegen machtsmisbruik en willekeur. De inbreuk op de grondrechten die mogen worden gemaakt zijn dan ook beperkt.